# Chronique de Lanercost

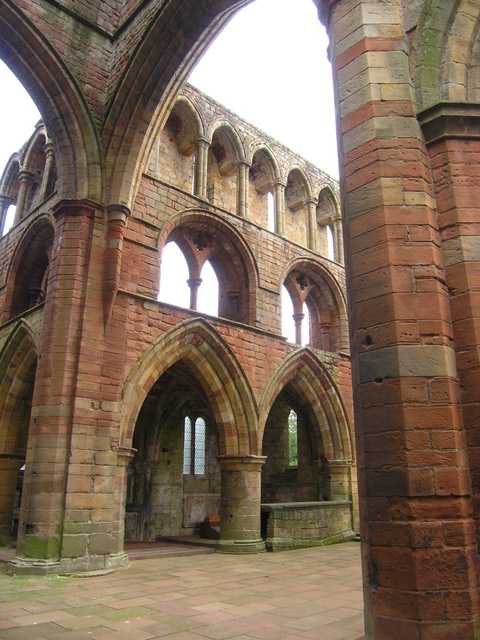
Prieuré de Lanercost.

La Chronique de Lanercost est une chronique médiévale contant les années 1201 à 1346 dans le Nord de l’Angleterre et l’Écosse.
Elle couvre en grande partie la période historique des guerres d’indépendance de l’Écosse, mais donne également des éclairages sur la vie en Écosse et en Angleterre au XIIIe siècle.

## Éditions
Elle a été éditée en 1839 sous le titre de Chronicon de Lanercost par le « Maitland Club » (no 46), sous la direction de Joseph Stevenson [(en) lire en ligne (page consultée le 30 octobre 2010)] ; puis en 1913, sous le titre de The Lanercost Chronicle, par H. Maxwell.